# Slag bij Bladensburg

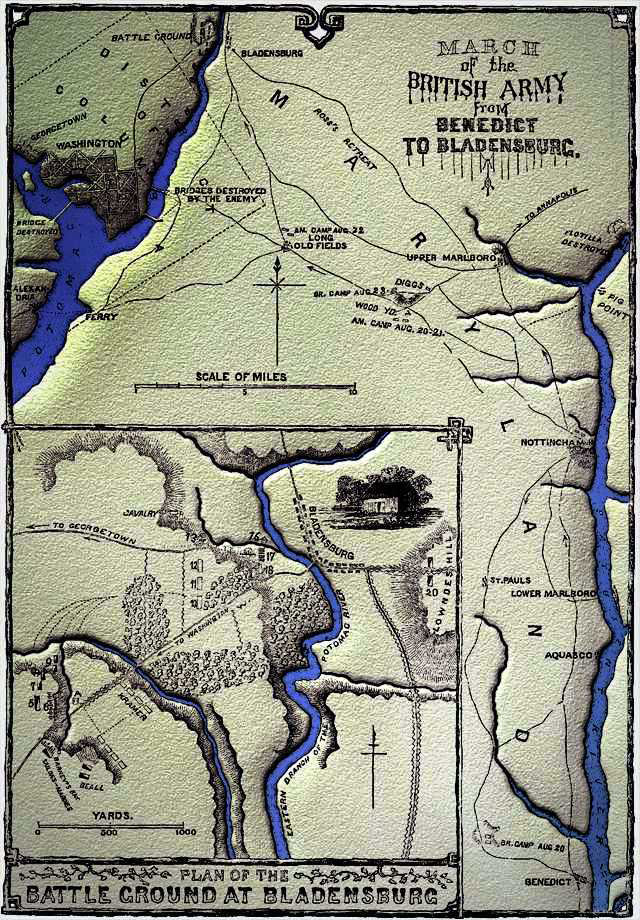

De Slag om Bladensburg, die op 24 augustus 1814 plaatsvond nabij Bladensburg in de Amerikaanse staat Maryland, was een belangrijke slag in de Brits-Amerikaanse oorlog van 1812. Het resultaat was een grote Britse overwinning. De slag bij Bladensburg wordt ook wel "de grootste blamage van het Amerikaanse leger ooit" genoemd.

## Aanloop tot de slag
Tijdens de oorlog van 1812 kregen de Amerikanen zware tegenslagen te verduren. De invasie van Canada was mislukt en het merendeel van het Amerikaanse leger moest de Britse tegenaanval in het noorden van het land zien te verhinderen. Voorheen hadden de Britten de oorlog in Noord-Amerika niet als hun hoogste prioriteit beschouwd, omdat ze bezig waren geweest met de napoleontische oorlogen. Maar nadat Napoleon uit de weg was geruimd, konden ze hun aandacht volledig richten op de oorlog in Amerika.
De eerste Britse handeling was om een grote vloot met 5000 soldaten onder bevel van adjudant-generaal Robert Ross te sturen naar de Amerikaanse stad Benedict, om daarna op te marcheren naar Washington D.C.. Aan Amerikaanse zijde werd gehaast een leger bij elkaar geschraapt bestaande uit 6500 man militie en 400 reguliere soldaten. Dit leger stond onder bevel van William Henry Winder.

## De slag
De slag begon met een wederzijdse beschieting met artillerie. De Britten maakten hier goed gebruik van Congreve-raketten. Daarna vielen de Britten de Amerikanen aan op de rechterflank, waar ze een snelle overwinning behaalden. Toen de Britse eerste lichte brigade de linkerflank probeerde aan te vallen, leden ze hierbij grote verliezen door Amerikaanse artillerie. Ondanks dit viel ook de linkerflank. Toen hierna ook nog het centrum viel, gaf generaal Winder bevel tot terugtrekken. In plaats daarvan vluchtten de Amerikaanse soldaten in paniek naar Washington.

## Resultaat

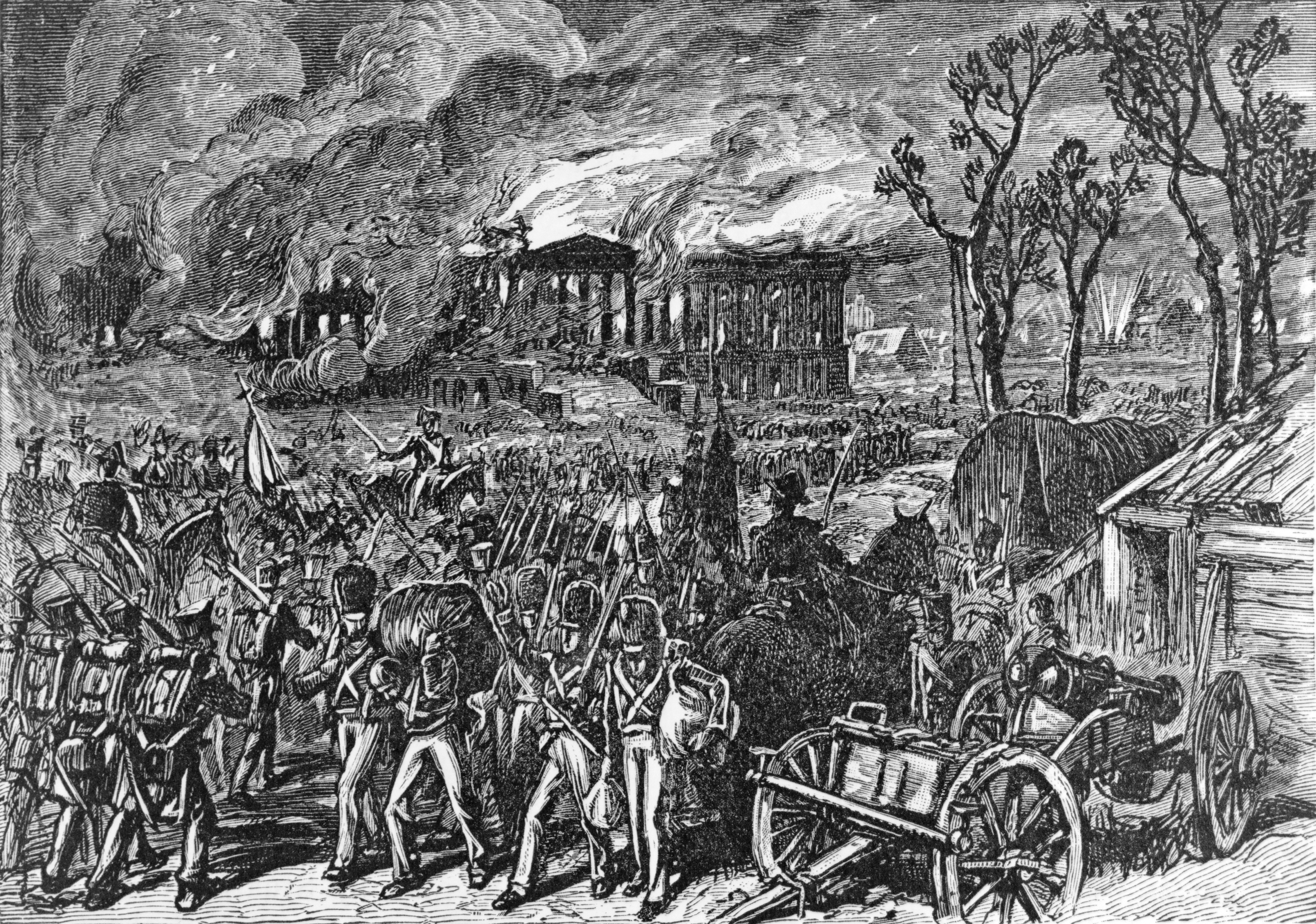
De verbranding van Washington D.C.

Het resultaat van deze slag was dat de Britten ongehinderd konden oprukken naar Washington D.C. Daar brandden ze het Witte Huis en andere regeringsgebouwen af. Deze gebeurtenis staat bekend als de verbranding van Washington.